# نويزي إيتو
نويزي إيتو (باليابانية : いとうのいぢ تُنطق باليابانية : إيتو نويجي، ولدت في التاسع من أغسطس لعام 1977 م) وتشتهر بكونها مانغاكا ومؤلفة قصص ورسامة ألعاب فيديو يابانية وهي حالياً تعمل في مجال ألعاب الأتش -جيمز (ألعاب للكبار فقط) لصالح شركة يونيسون شيفت UNiSONSHIFT والتابعة لمجموعة شركات فوجيتسوبو - ماشين Fujitsubo-Machine
تشتهر نويزي إيتو بعملها كمصممة شخصية وفنانة لسلسلة روايات شاكوغان نو شانا والتي تحولت لاحقا إلي سلسلة مانغا وأنيمي. عملت أيضًا في أنتاج سلسلة روايات هاروي سوزوميا جنبًا إلى جنب مع مؤلفها ناجارو تانيجاوا.و أدى عملهم أيضًا إلى إنتاج مسلسل تلفزيوني للأنمي بعنوان بعد الكتاب الأول في المسلسل بعنوان كآبة هاروي سوزوميا.  وهي أيضا مصممة شخصيات سلسلة أنيمي الآخر الذي عرض في عام 2012 ومصممة شخصية اليوتيوبر الأفتراضية تينجين كوتوني

## حياتها المهنية
بدأت نويزي إيتو في رسم الشخصيات في الوقت الذي تخرجت فيه من المدرسة الإعدادية. ونشأت نويزي إيتو في فترة أشتعال صراع البقاء بين أباطرة تصنيع الألعاب ومنصاتها (سوني، نينتندو، أتاري، سيغا وغيرها من الشركات التي عملت علي تطوير الألعاب) وفي هذا الوقت أشتهرت فيه ألعاب القتال بينها وبين بني جيلها ولعشقها الكبير لألعاب الفيديو لذلك قررت أن تحترف هذا المجال وتقوم بتصمم ألعاب الفيديو وشخصياتها معتمدة علي مبدأ فلسفة الجمال. بعد شرائها لكثير من الكتب التي تتحدث عن هذا المجال بدأت إيتو في إجراء مقابلات عمل في شركات مقرها أوساكا بالقرب من المنزل مثل كابكوم. وتجاوزت المقابلة الأولى، لكنها لم تحصل على الوظيفة وفي النهاية وجدت وظيفة عمل في شركة سوفتبال Softpal التي تعمل في مجال الروايات المرئية. 
لقد بدأت مؤخرًا سلسلة مانغا تسمى Bee-be-beat it! الذي تم تقديمه في المجلد الأول من مجلة دراغون إيدج بيور . عملت في ثلاثة مشاريع لألعاب الكبار في سلسلة UNiSONSHIFT Blossom. الأول كان نقاط ناناتسويرو Nanatsuiro Drops ، التي أصدرت في عام 2006، تلاه سلسلة إليس في بلاد العجائب تحت عنوان موكب إليس Alice Parade والتي أصدرت في عام 2007 ولعبة قلب قابل للتطاير Flyable Heart والتي أصدرت في عام 2009. وهي أيضًا مصممة ألعاب الكبار مثل سلام @ قطع Peace @ Pieces ولا تنساني Forget Me Not وأيضًا لعبة صوت حنون يتأرجح في الهواء Komorebi ni Yureru Tamashii no Koe ، وكلها لصالح شركة يونيسون شيفت وعملت لصالح شركة فلايت بلانز علي أنتاج لعبة شاينينج فورس فيرزر Shining Force Feather حيث كانت الفنانة التي رسمت جوانب اللعبة .

## ألعاب
يونيسون شيفت
- بي-ريفي (عام 1999)
- واتسوريناجوسا لاتنساني (عام 2002)
- صوت حنون يتأرجح في الهواء (عام 2003) [6]
- سلام @ قطع (عام 2004) [7]
- أليس باريد (عام 2007)
- قلب قابل للتطاير (عام 2009) [8]
- كيمي نو ناجوري وشيزوكا ني يوريت (عام 2010) [9]
- فلايابل كاندي هارت (عام 2011) [10]

برنامج نيبون إيتشي
- مفارقة مرشد المصير (عام 2013)
- أطروحة ألتقاء مرشد المصير (عام 2014)

سيجا
- مشروع حروب ساكورا (عام 2020)

فلايت بلان
- شاينينغ فورس فيرزر (عام 2009)

آخر
- أبطال شعار النار (عام 2017)

## كتب فنية
على مر السنين، أنتجت شركة فوجيتسوبو - ماشين العديد من الكتب الفنية التي تتميز برسم نويزو إيتو. ونشر شركة ميديا وركس نشرت كتاب النرجس القرمزي :  مجموعة فنون نويزي إيتو  (باليابانية : いとうのいぢ画集「紅蓮」) والذي أصدر في 27 يناير 2005. و شعلة هوا: مجموعة فنون نويزي إيتو الجزء الثاني (باليابانية : いとうのいぢ画集 II「華焔」) والذي أصدر في 7 أغسطس 2007. النار الزرقاء: مجموعة فنون نويزي إيتز الجزء الثالث (باليابانية : いとうのいぢ画集 III「蒼炎」) في 10 أغسطس 2009.  نويزي إيتو مجحموعة رسوم مبدأ هاروهي  (باليابانية : いとうのいぢ画集 ハルヒ主義) والتي أصدرت في الـ 30 أبريل لعام 2009. تم  مجموعة فنون نويزي إيتو هاروهي هياكّا  (باليابانية : いとうのいぢ画集 ハルヒ百花) والذي أصدر في 1 مايو 2013.

## اسلوبها الفني
صرحت نويزي إيتو في مقابلة بأنها تستمتع بالرسم بقولها «أول ما ينجذب إليه اللاعبون هو فن اللعبة نفسه» فتوجد العديد من الألعاب الممتازة سواء في القصة أو في الموسيقي لكنها تكون سيئة بسبب رسمها. فتعمل علي صنع العديد من هذه الألعاب في عالم مشحون عاطفياً في المدرسة الثانوية وأستمدت نويزي أفكارها من تجاربها الخاصة. على الرغم من أنها صممت العديد من الشخصيات الناجحة للغاية، إلا أن نويزي إيتو صرحت بأنها أستمدت إلهامها من أي شيء تأتي به. وصفت نقطة المنتصف بين جسد الفتاة شابة وجسد الفتاة بالغ بحيث يشبه نظرائهم من الذكور وفي الوقت نفسه على وشك أن تصبح امرأة كاملة على أنها الشكل الذي تفضله أكثر وتستمتع بالرسم أكثر.  ذكرت إيتو أنه بما أن جميع النساء كن في المدرسة الثانوية في وقت ما ويستمتعن بذكريات تلك الأوقات، مشيرة إلى أن «أن وقت الفتاة في المدرسة الثانوية ربما يكون أفضل وقت في حياة الفتاة»

## روابط خارجية
- موقع نويزي إيتو الرسمي باللغة اليابانية
- نويزي إيتو  في شبكة أخبار الأنمي